# Adolf Stoecker
Adolf Stoecker (Halberstadt, Saxònia-Anhalt, 1835 - Bozen Gries, 1909) fou un teòleg i polític alemany. Creia que l'essència alemanya estava en el luteranisme, corromput pel capitalisme materialista, sistema que segons ells van iniciar els jueus. Per aquest motiu esgrigué discursos en la línia de l'antisemitisme, idees que el feren guanyar suport popular entre els obrers votants del Christlichsoziale Partei, partit en què militava. Les seves propostes passaven per limitar els drets dels jueus, per tal que no poguessin obtenir el control de les finances i a partir d'elles descristianitzar Alemanya i per reduir la seva presència en llocs de poder.